# Ендоетнонім
Ендоетнонім або самоназва (від дав.-гр. έ̓νδον «всередині, вдома» + έ̓θνος «народ, плем'я» + ὄνυμα «ім'я») — різновид етнонімів, назва народу, етнічної спільноти, яку його представники привласнюють самі собі і яка часто відрізняється від тієї, якою їх називають у науковій літературі чи у довкіллі (екзоетнонім). Ендоетнонім формується і використовується в середовищі етносу.
Наприклад, самоназва корінного населення Німеччини — дойче, тоді як в Україні його називають німці, в Сербії — шваби; офіційна назва фіни — ендоетнонім суомалайсет, угорці — ендоетнонім мадярок.
Ендоетноніми з мов певних народів іноді перекладаються як «людина», «люди», «справжні люди» — такі назви «айни», «нівхи», «ескімоси», «чукчі», «мансі» та багато інших. Не випадково схожі й етноніми «мордва», «марійці» та «удмурти» — до їх складу входить корінь «м-р», що у мові цих народів означає «людина».
Ця особливість ендоетнонімів відображає таку специфічну рису етнічної самосвідомості, як етноцентризм, зокрема, уявлення, що інші народи «не людські». Воно виникло внаслідок гаданої відсутності в них вербальності, тобто мови, оскільки вона зазвичай незрозуміла сусідам. Тому іноді для інших народів давалася загальна назва, що відображала це уявлення, наприклад, дав.-гр. «варвари» — «ті, що бурмочуть» чи укр. «німці» — «німі», тобто «ті, що не говорять нашою мовою».